# Lars Forster
Lars Forster (ur. 1 sierpnia 1993) – szwajcarski kolarz górski i przełajowy, dwukrotny medalista mistrzostw świata MTB i mistrz Europy juniorów w kolarstwie przełajowym.

## Kariera
Pierwszy sukces w karierze Lars Forster osiągnął w 2010 roku, kiedy zdobył złoty medal w kategorii juniorów na przełajowych mistrzostwach Europy we Frankfurcie nad Menem. Na rozgrywanych rok później mistrzostwach świata MTB w Champéry reprezentacja Szwajcarii w składzie: Thomas Litscher, Lars Forster, Nathalie Schneitter i Nino Schurter zdobyła srebrny medal w sztafecie cross-country. W tym samym roku Szwajcarzy z Forsterem w składzie zdobyli złoty medal na mistrzostwach Europy w Dohňanach. Ponadto Forster jest trzykrotnym mistrzem Szwajcarii juniorów w kolarstwie przełajowym - wygrywał w latach 2010, 2011 i 2013. Nie startował na igrzyskach olimpijskich.